# Księga Amosa
Księga Amosa, (hebr. עמוס Amos) – jedna z ksiąg prorockich Starego Testamentu, napisana przez proroka Amosa ok. 765 r. p.n.e.

## Autor
Amos przed powołaniem go przez Boga Jahwe na proroka zajmował się hodowlą owiec i nacinaniem fig na sykomorach. Został powołany, aby prorokował nie tylko ojczystej Judzie, lecz głównie północnemu Królestwu Izraela. Pochodził z judzkiej miejscowości Tekoa, położonej około 15 kilometrów na południe od Jerozolimy. Rozpoczął działalność prorocką za dni króla Jeroboama II, syna Joasza króla Izraela. Imię Amos znaczy „będący brzemieniem” lub „niosący brzemię”.

## Treść księgi Amosa
- Wersety 1:1-2:3

Na początku Amos przystępuje do zapowiadania ognistych wyroków Bożych przeciwko wrogim narodom otaczającym Izraelitów. Dotyczą one Syryjczyków, Filistynów, Tyryjczyków, Edomitów, Ammonitów i Moabitów.
- Wersety 2:4-16

W tej części Amos zapowiada wyroki przeciwko królestwu Judy i królestwu Izraela, gdyż ich mieszkańcy zgrzeszyli, odrzucając prawo Boże. Sami Izraelici nakłaniali wzbudzonych przez Boga nazirejczyków do łamania ich ślubów, a prorokom zabraniali prorokować.
- Wersety 3:1-6:14

Za pomocą dobitnych przykładów Amos wykazuje, że to sam Bóg pobudził go do prorokowania. I czyni to zwłaszcza przeciwko miłującym luksusy łupieżcom, którzy mieszkają w Samarii. Bóg przypomina, w jaki sposób karał i korygował naród izraelski. Amos intonuje tu proroczą pieśń żałobną nad Izraelem, lecz Bóg wzywa ich, by Go szukali i pozostali przy życiu.
- Wersety 7:1-17

Bóg już nie przyjmuje żadnego usprawiedliwiania, zapowiada zburzenie sanktuariów Izraela i że powstanie z mieczem przeciwko domowi Jeroboama II. Tymczasem Amacjasz, kapłan z Betel posyła do Jeroboama wiadomość, iż Amos uknuł przeciw niemu spisek, nakazuje iść Amosowi do Judy i tam prorokować. Amos wyjaśnia, że wszystko to czyni z pełnomocnictwa Bożego i zapowiada, że na Amacjasza i jego dom spadnie nieszczęście.
- Wersety 8:1-9:15

W tej końcowej części Amos potępia Izraelitów za uciskanie ubogich i przysięga, iż będą musieli lamentować z powodu swoich niegodziwych uczynków. Zapowiada, iż wyrok Boży sięgnie ich, choćby ukryli się w Szeolu lub wstąpili do niebios. Grzesznicy z jego ludu poginą od miecza. I na koniec zapowiada wspaniałą obietnicę dla powracających z wygnania, mówi o trwałych błogosławieństwach, które ześle Bóg.

## Kanoniczność księgi Amosa
Argumentem za autentycznością księgi Amosa jest to, że Szczepan sparafrazował trzy zaczerpnięte z niej wersety, o czym można przeczytać w Dziejach Apostolskich 7:42,43, oraz to, że powoływał się na nią Jakub, co zanotowano w Dziejach Apostolskich 15:15–18 (Amosa 5:25–27; 9:11,12).